# Девон Майклз
Девон Майклз (англ. Devon Michaels, р. 8 марта 1970 года, Чикаго, Иллинойс, США) — американская порноактриса, лауреатка премии NightMoves Award и ряда других.

## Биография
Родилась 8 марта 1970 года в Чикаго. Училась в Университете Брэдли в Пеории, штат Иллинойс. Затем переехала в Нью-Йорк, где стала экзотической танцовщицей. Впоследствии она стала выдающейся танцовщицей, путешествующей и выступающей в клубах по всем США.
Майклз сделала успешную карьеру ню- и фитнес-модели, затем решила сниматься в фильмах для взрослых. Первый раз она снялась для обложки журнала Chéri в 1990 году. Также снималась для журналов, связанных со здоровьем, например для Ironman.

## Карьера в порно
Работала с самыми крупными студиями, такими как Wicked Pictures, Jill Kelly Productions (студия Джилл Келли), Vivid, Sin City, Digital Playground и California Wildcats.
Первым фильмом Девон стал Amateur dreams в 1995 году. После выхода картины она получила множество предложений ролей в других жанрах, но отвергла их. В 2002 году Майклз снялась во втором фильме, Making it, выпущенном студией Wicked Pictures.
Майклз является совладельцем и управленцем стриптиз-клуба в Пеории под названием Elliott’s, который был открыт в 2004 году. На 2018 год работает актрисой и фитнес-моделью.
По данным сайта iafd.com, на 2018 год снялась более чем в 170 фильмах.

## Премии и номинации

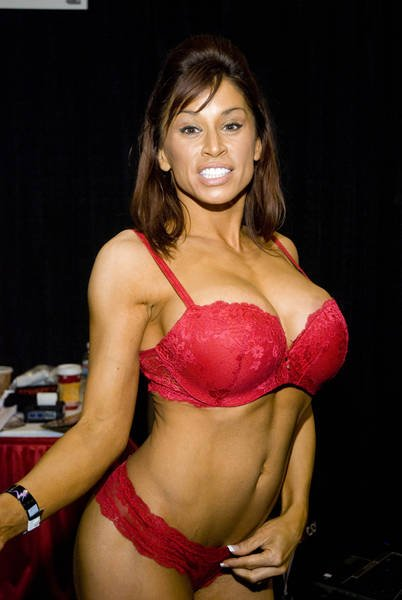
Маклз в 2010 году

- 2004 — NightMoves Award — лучшая порноактриса-стриптизёрша (выбор редакции)[3]
- 2002 — G-String Universe Award
- 2001 — Golden G-String Award
- 1999—2000 — Exotic Dance Industry’S Covergirl And Centerfold Model Of The Year
- 1999 — Fitness Centerfold Of The Year
- 1999 — номинация — Covergirl And Centerfold Of The Year
- 1998 — номинация — Overall Entertainer Of The Year
- 1997—98 — Adult Entertainer Of The Year
- 1997—98 — Adult Entertainment’S Hottest Body
- 1996—97 — Galaxy’S Most Beautiful Body
- 1996—97 — Ms. Nude Brunette World
- 1995—96 — Ms. Nude North America
- 1995—96 — North America’S Most Beautiful Body
- 1995—96 — World’S Hottest Body

## Избранная фильмография
- 1993: Beauty School
- 2003: Suspicious Minds
- 2003: Stiletto
- 2003: Cargo
- 2004: Another Woman’s Eyes
- 2004: Jack’s Playground, Folge 9
- 2005: Camp Cuddly Pines Powertool Massacre
- 2006: Manhunters
- 2006: Diary Of A MILF 3